# Font de Lloca
La Font de Lloca és una font del terme municipal d'Isona i Conca Dellà, en territori de l'antic municipi de Benavent de Tremp.
Està situada a 1.040 m d'altitud al nord-nord-est del poble de Benavent de la Conca, als peus del Roc de Benavent i al sud del Bosc Gran de Moles.